# Nabazenil
Nabazenil (SP-175) je sintetički agonist kanabinoidnog receptora, koji poseduje antikonvulsivna svojstva.